# Hey Violet
Hey Violet je pop-rock bend osnovan u Los Angelesu 2008. godine. Bend čine Rine Lovelis (vokalist), Miranda Miller (gitara, klavijature), Casey Moreta (gitara), Iain Shipp (bas) i Nia Lovelis (bubnjevi).

## Povijest

### 2008- 2015: Cherri Bomb
Cherri bomb se sastojao od Julia Pierce, koja je bila gitarist i glavna pjevačica, uz Niu Lovelis, Mirandu Miller i Renu Lovelis. Cherri Bomb dobio je ime po knjizi Cherry Bomb - The Ultimate Guide to Becoming a Better Flirt, a Tougher Chick, a Hotter Girlfriend, To Living Life Like a Rock Star po autorici Carrie Borzillo.
14. lipnja 2011. godine, potpisali su ugovor s Hollywood Records, a 18. listopada 2011. godine, izdali su svoj prvi EP, Stark.
Bend je u početku bio predgrupa za Bush Camp Freddyja, Filter, Foo Fighters, The Smashing Pumpkins te Staind i Steel Panther. Također su bili uključeni u europske festivale kao Oxegen u Irskoj, T in the Park u Škotskoj, Sonisphere and the Reading i Leeds Festival.
Bend je izdao svoj prvi studijski album pod imenom, This Is the End of Control, 15. svibnja 2012. godine, koji je na Billboardovoj ljestvici Top Hard Rock albuma brzo pronašo mjesto na broju 24 i Top Heatseekers na broju 11. Sudjelovali su na turneji Warped Tour između srpnja i kolovoza 2012. godine. U kolovozu 2012. godine, grupa je bila na turneji s velškim rock bendom Lostprophets. 
23. siječnja 2013. godine, Cherri Bomb je objavio na svojoj službenoj Facebook stranici da je glavna pjevačica Julia Pierce odlučila napustiti bend. Pitanja za razlog napuštanja glavne pjevačice iz benda, Miller je komentirao na Tumberu "zbog različitih ukusa", i da su se razišli jer su željeli ići u jednom smjeru, a ona je htjela ići u drugom. Međutim, nakon što su najavili odlazak Julie iz benda, objasnili su da nije ostavila bend svojevoljno. Pierce je zatim izjavila: "Kad sam počla Cherri Bomb prije pet godina, samo sam zamišljala nešto lijepo za ovaj smjer kojim smo išli, to je nesretni događaj i više nisam dio toga. Nažalost, ono što se dogodilo nije moje odluka. Nikad nisam zamišljla da će se završiti na ovaj način."

### 2015 - danas: Hey Violet
18. veljače 2015. godine, nakon odlaska Julie Pierce, preostali članovi objavili su na svojem službenom YouTube kanalu kako su svoje ime promijenili iz Cherri Bomb u Hey Violet. 19. ožujka objavili su svoj novi singl "This Is Why".24. ožujka potvrđeno je da su potpisali ugovor s izdavačkom kućom Hi Or Hey Records, gdje se trenutno nalazi i bend 5 Seconds of Summer u partnerstvu s Capitol Recordsom. 15. lipnja Hey Violet je najavio svoj prvi EP pod nazivom I Can Feel It koji je izašao sredinom srpnja 2015. godine. Bend je bio otvarajući akt za grupu 5 Seconds of Summer u Europi i Sjevernoj Americi na Rock Out with Your Socks Out turneji. Nakon turneje s 5 Seconds of Summer, krajem 2015. godine bili su na raznim turnejama po Europi promovirajući svoj EP. Lena Lovelis nakon turneje prestala je svirati bas kako bi se više posvetila pjevanju, u međuvremenu našli su privremenog novog basista koji ju je zamijenio. Njihov drugi EP Brand New Moves izdan je u kolovozu 2016. godine sa singlom Guys My Age. 
U ožujku 2017. godine objavili su drugi singl Break My Heart s njihovog nadolazećeg albuma From The Outside koji je objavljen 16. lipnja 2017. godine. 31. kolovoza 2017. Miller je najavio odlazak iz benda putem društvenih mreža, navodeći da je turneja postala "naporna".
Nakon što je album izašao, izdali su svoj treći singl Hoodie. Objavljen 11. srpnja 2017. godine s glazbenim videom.

## Glazbeni stil
Glazbeni stil benda Hey Violet opisan je kao pop punk, pop rock, Pop i electropop. Cherri Bomb je više naginjao glazbenom smjeru približnom hard rocku, i alternativnom rocku.

## Članovi benda
| Trenutni članovi - Rena Lovelis – Glavni vokal (2013.– danas), Bas gitara (2008. – 2016.), Prateći vokali (2008. – 2014.) - Nia Lovelis – Bubnjevi, Perkusija, Prateći vokal (2008.– danas) - Casey Moreta – Gitara, Prateći vokal (2013.– danas) - Iain Shipp – Bas-gitara, Klavijature | Prijašnji članovi - Julia Pierce – Vodeća gitara, Glavni vokal (2008. – 2013.) - Miranda Miller – Ritam gitara, Klavijature, prateći vokal (2008. – 2017.) |

## Diskografija

### Studijski Albumi
- This Is the End of Control

(kao Cherri Bomb) (2012.)
- From the Outside (2017.)

### EP-ovi
- Stark (2011.) (pod nazivom Cherri Bomb)
- I Can Feel It (2015.)
- Brand New Moves (2016.)